# 瓦西里·列别捷夫-库马奇
瓦西里·伊萬諾維奇·列别捷夫-庫馬奇（俄语：Васи́лий Ива́нович Ле́бедев-Кума́ч，1898年7月24日—1949年2月20日）苏联诗人、歌词作家，制鞋匠之子，曾在革命军事委员会的印刷部门工作，然后转到俄罗斯电讯社，曾考入莫斯科国立大学。1938年为《布尔什维克党歌》作词，该曲的旋律后来成为苏联国歌。他创作的其他歌曲包括《神圣的战争》。